# Freya Tarbit
Freya Tarbit (Derby, 24 augustus 2000) is een Brits skeletonster.

## Carrière
Tarbit deed in haar jeugd aan atletiek waar ze voornamelijk deelnam aan het verspringen. In 2019 werd ze lid van British Skeleton  door de Discover Your Gold UK Sport talent ID. Ze maakte haar internationale debuut in 2021 in Innsbruck op het Europees kampioenschap voor junioren (een wedstrijd in de Europe Cup) waar ze meteen vijfde werd. Ze was een seconde trager dan de Russische winnaar Alina Tararytsjenkova in de laatste wedstrijd van dat seizoen.
Voor het seizoen 2021/22 kwam ze opnieuw uit in de Europe Cup. Ze nam deel aan vijf wedstrijden waarin ze als beste resultaat een achtste plaats had. Eind januari werd ze tiende op het wereldkampioenschap voor junioren net achter de Belgische Aline Pelckmans en 1,6 seconden trager dan de Duitse winnaar Susanne Kreher. In het daaropvolgende seizoen maakte ze een grote stap vooruit, ze won de Europe Cup ondanks dat ze maar één wedstrijd kon winnen en in twee niet deelnam. In alle andere werd ze tweede of derde. In januari 2023 maakte ze ook haar wereldbekerdebuut met een zevende plaats in Winterberg. Een week later werd ze derde op het wereldkampioenschap voor junioren, ze moest enkel de Duitse Hannah Neise en haar landgenote Tabitha Stoecker voor laten. Aan het einde van het seizoen in maart 2023 behaalde ze nog twee podia in de North American Cup.
Het seizoen 2023/24 kwam ze voornamelijk uit in de wereldbeker. Ze behaalde met een tiende plaats haar beste resultaat. Ze eindigde als twintigste in de eindstand van de wereldbeker en na twee wedstrijden in de North American Cup daar als achttiende. In februari 2024 op het Europees kampioenschap in Sigulda werd ze achtste op 0,64 seconde van winnaar Kim Meylemans. In juli 2024 had ze een hamstringblessure en onderging een operatie.
Tarbit begon het seizoen 2024/25 net zoals veel anderen in de nieuw opgerichte Asian Cup waar ze veertiende en zeventiende werd. In de wereldbeker startte ze het seizoen met een vierde plaats. De tweede wedstrijd in Pyeongchang, een dag later, won ze, voor Hannah Neise en Janine Flock. De derde wedstrijd werd ze derde, in de vierde werd ze maar eenentwintigste.

## Resultaten
| Seizoen | Divisie            | Niv. | #1   | #2     | #3    | #4     | #5  | #6  | #7     | #8     | Punten | Rang |
| ------- | ------------------ | ---- | ---- | ------ | ----- | ------ | --- | --- | ------ | ------ | ------ | ---- |
| 2020/21 | Europe Cup         | III  | -    | -      | -     | -      | -   | 5e  |        |        | 45     | 30e  |
| 2021/22 | Europe Cup         | III  | 9e   | 12e    | 11e   | 12e    | 8e  | -   | -      | -      | 156    | 15e  |
| 2022/23 | Europe Cup         | III  | Goud | Zilver | Brons | Zilver | -   | -   | Brons  | Zilver | 380    | Goud |
| 2022/23 | North American Cup | III  | -    | -      | -     | -      | -   | -   | Zilver | Brons  | 120    | 15e  |
| 2022/23 | Wereldbeker        | I    | -    | -      | -     | 7e     | -   | -   | -      | -      | 168    | 26e  |
| 2023/24 | Europe Cup         | II   | -    | -      | -     | 12e    | -   | -   | -      | -      | 64     | 37e  |
| 2023/24 | North American Cup | II   | -    | -      | -     | -      | -   | -   | 14e    | 7e     | 140    | 18e  |
| 2023/24 | Wereldbeker        | I    | -    | 14e    | 21e   | 28e    | 16e | 10e | 20e    | 15e    | 614    | 20e  |
| 2024/25 | Asian Cup          | II   | 17e  | 14e    | -     | -      | -   | -   | -      | -      | 60     | 19e  |
| 2024/25 | Wereldbeker        | I    | 4e   | Goud   | Brons | 21e    | 8e  | 13e | 17e    | 14e    | 1159   | 8e   |